# 图卢兹耶稣堂
图卢兹耶稣堂（Église du Gesù de Toulouse）是一座天主教教堂，位于法国奥克西塔尼大区上加龙省图卢兹花街（rue des Fleurs）22号，是图卢兹最重要的宗教建筑之一。
1994年4月7日，这座教堂，包括花窗玻璃和彩绘装饰，列为法国历史遗迹。

## 历史
该堂的名称来源于建造它的耶稣会。“Gesù”（意大利语耶稣）与意大利语中的“耶稣会士”（gesuiti）一词联系起来，并与罗马第一座为耶稣会士建造的教堂耶稣堂联系在一起。
这座教堂建于1854年至1861年间，由建筑师亨利·巴赫（Henri Bach）设计，采用新哥特式风格。
在20世纪70年代至2000年间，耶稣会士的活动有所减少，但教堂仍然开放。 后来耶稣会离开花街，把初学生交给教区，把教堂卖给图卢兹市政厅。图卢兹市政厅于2000年将其收购，并进行了翻新，计划将其改造成一个专门用于管风琴的地方。2006年1月底开幕。 现在这里主要原来举办音乐会，并作为几个乐团的排练场所，通常不举行宗教仪式。

## 建筑

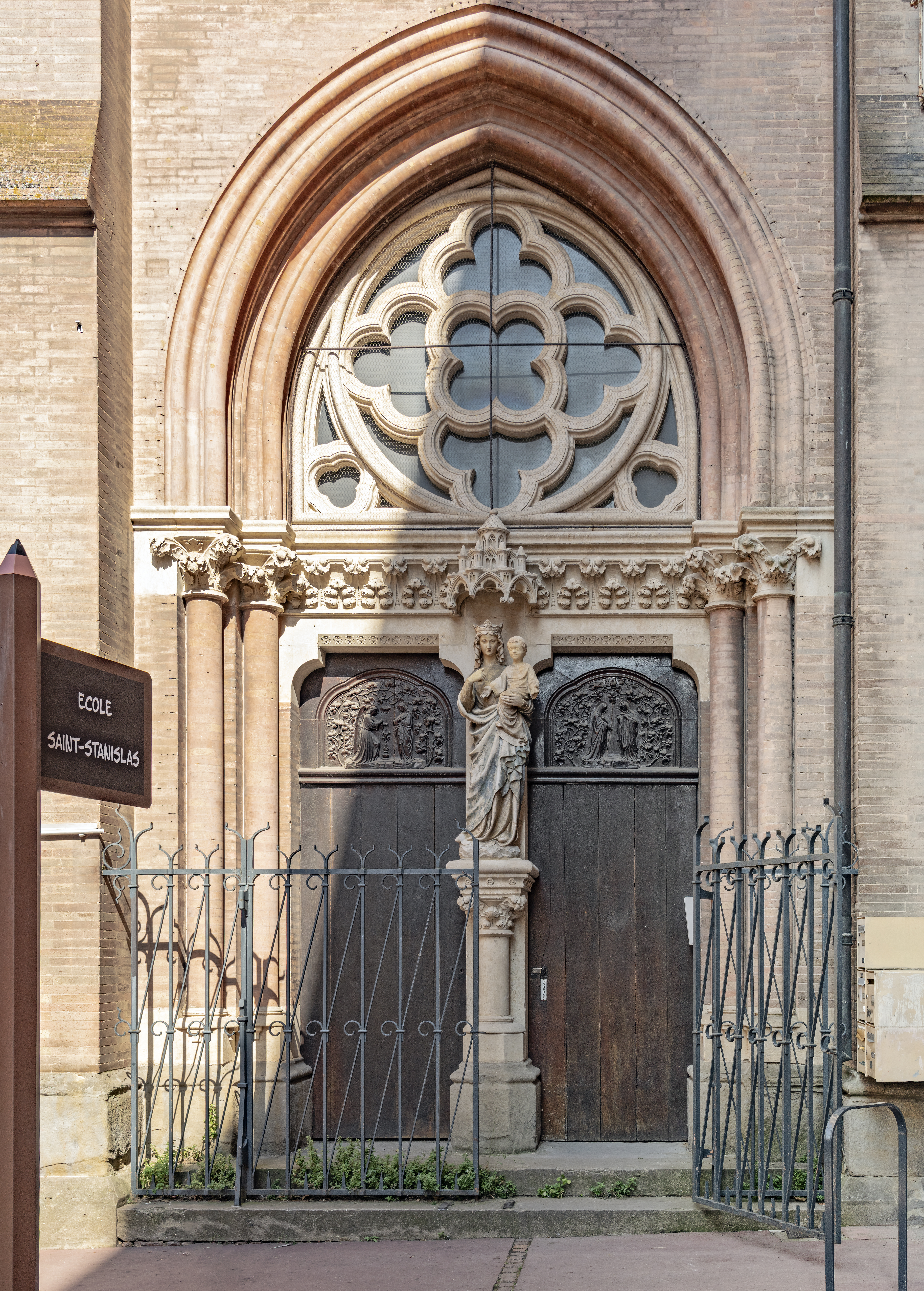
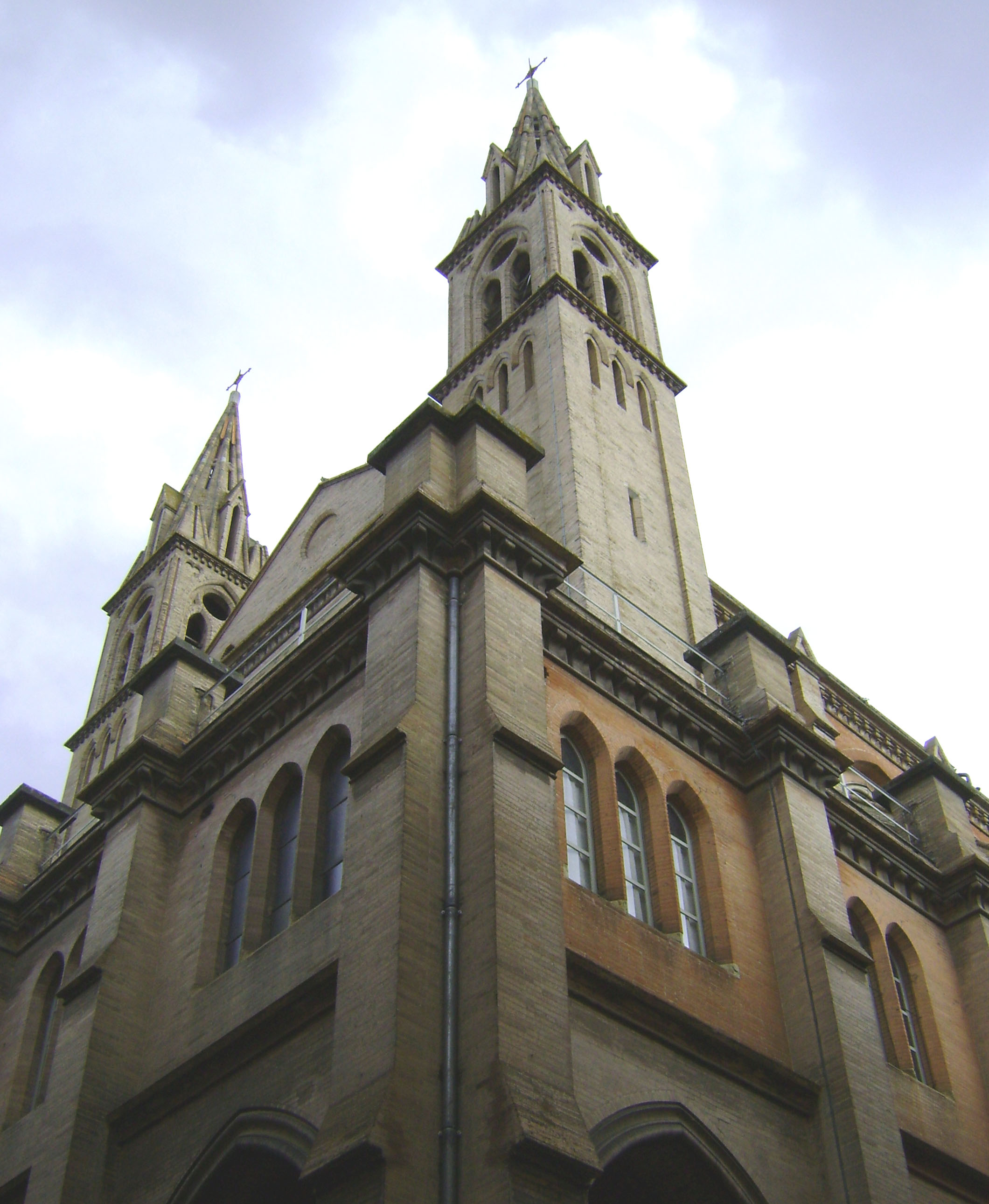
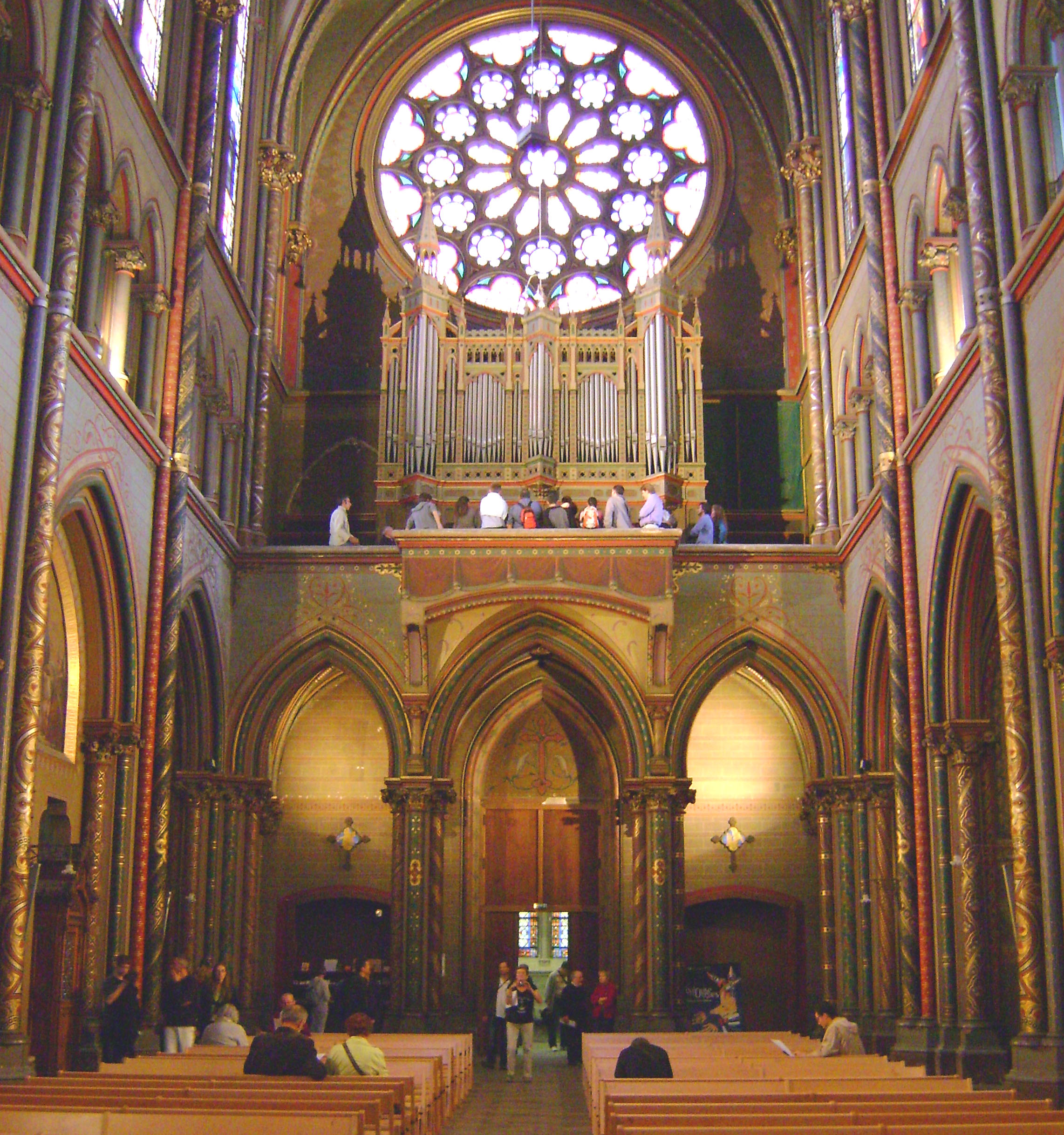
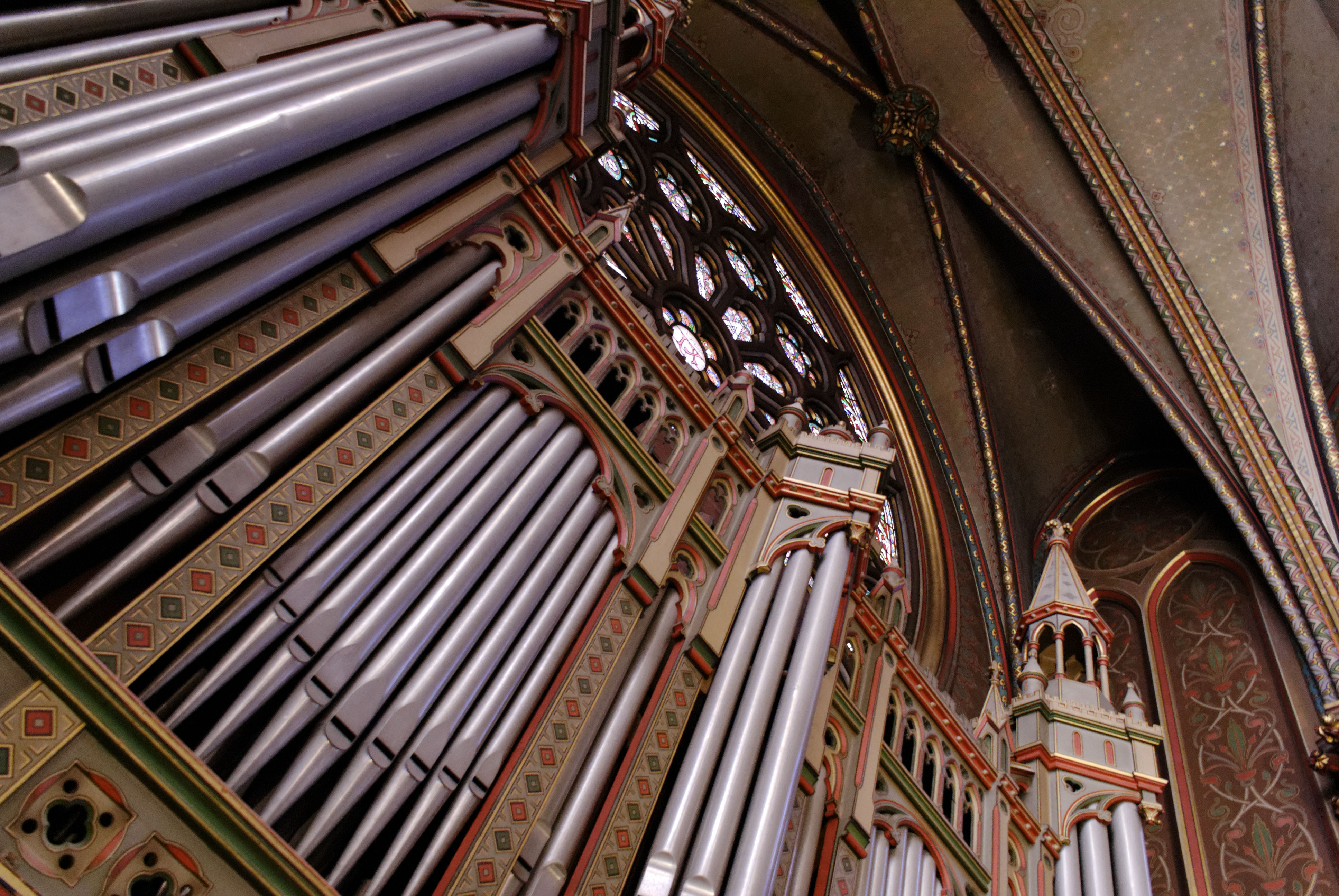

该堂尺寸巨大：长52米，中殿宽11米，包括侧堂宽21米，拱顶高23米。钟楼高53米。教堂的外部呈现出简约的风格，而内部则呈现出丰富多彩的装饰。室内装饰被称为南部哥特式复兴风格。